# 金沢ふらっとバス

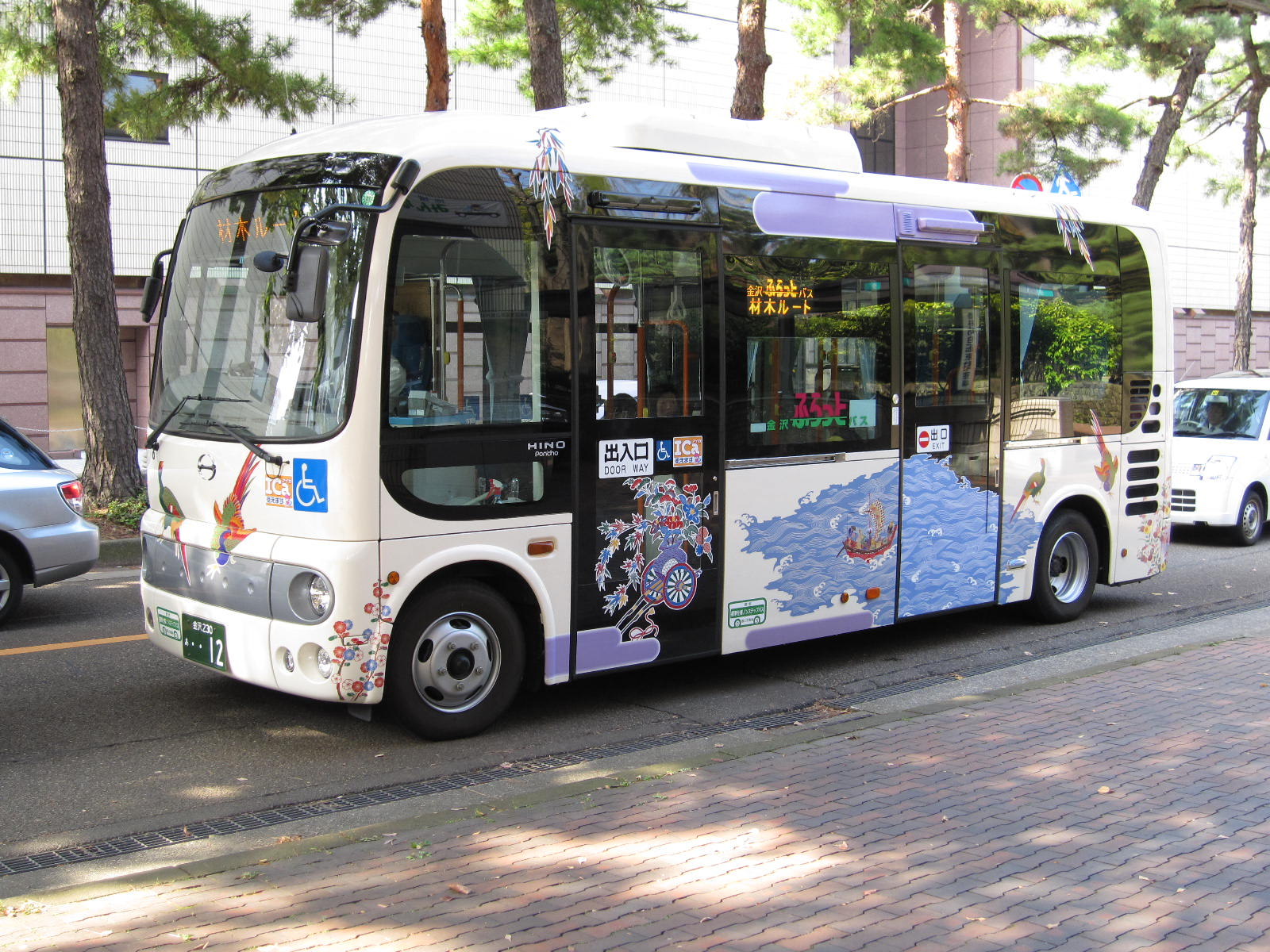
金沢ふらっとバス（材木ルート）

金沢ふらっとバス（かなざわふらっとバス、英: Kanazawa Flat Bus）は、石川県金沢市の中心部で運行されているコミュニティバスである。運行は北陸鉄道と西日本ジェイアールバスの2社に委託している。愛称「ふらっとバス」は、床がフラット (flat) で段差のないノンステップバスであること、料金を気にせず気軽に乗ることができることの双方に由来する。

## 概要

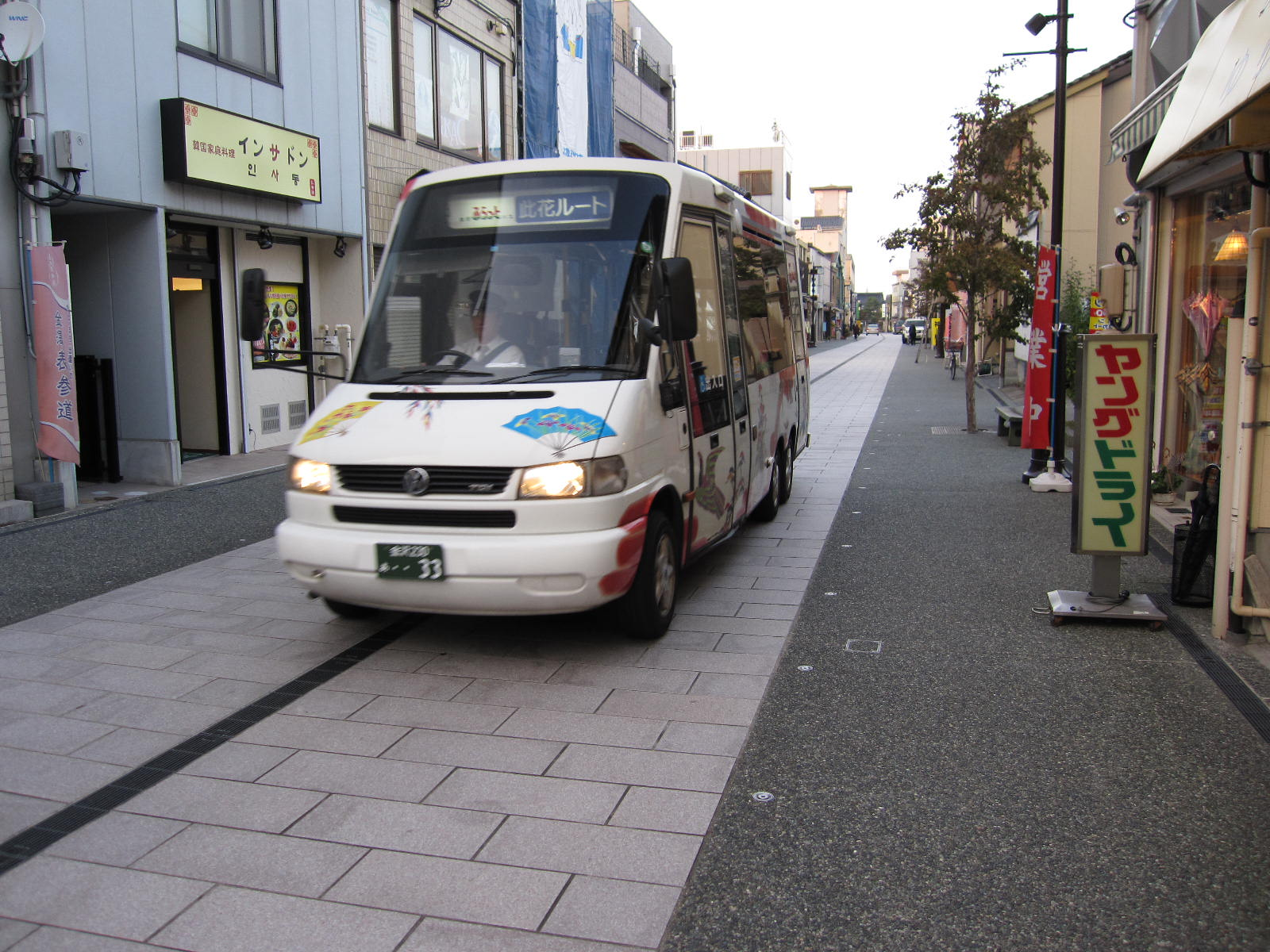
トランジットモールを通行する此花ルート

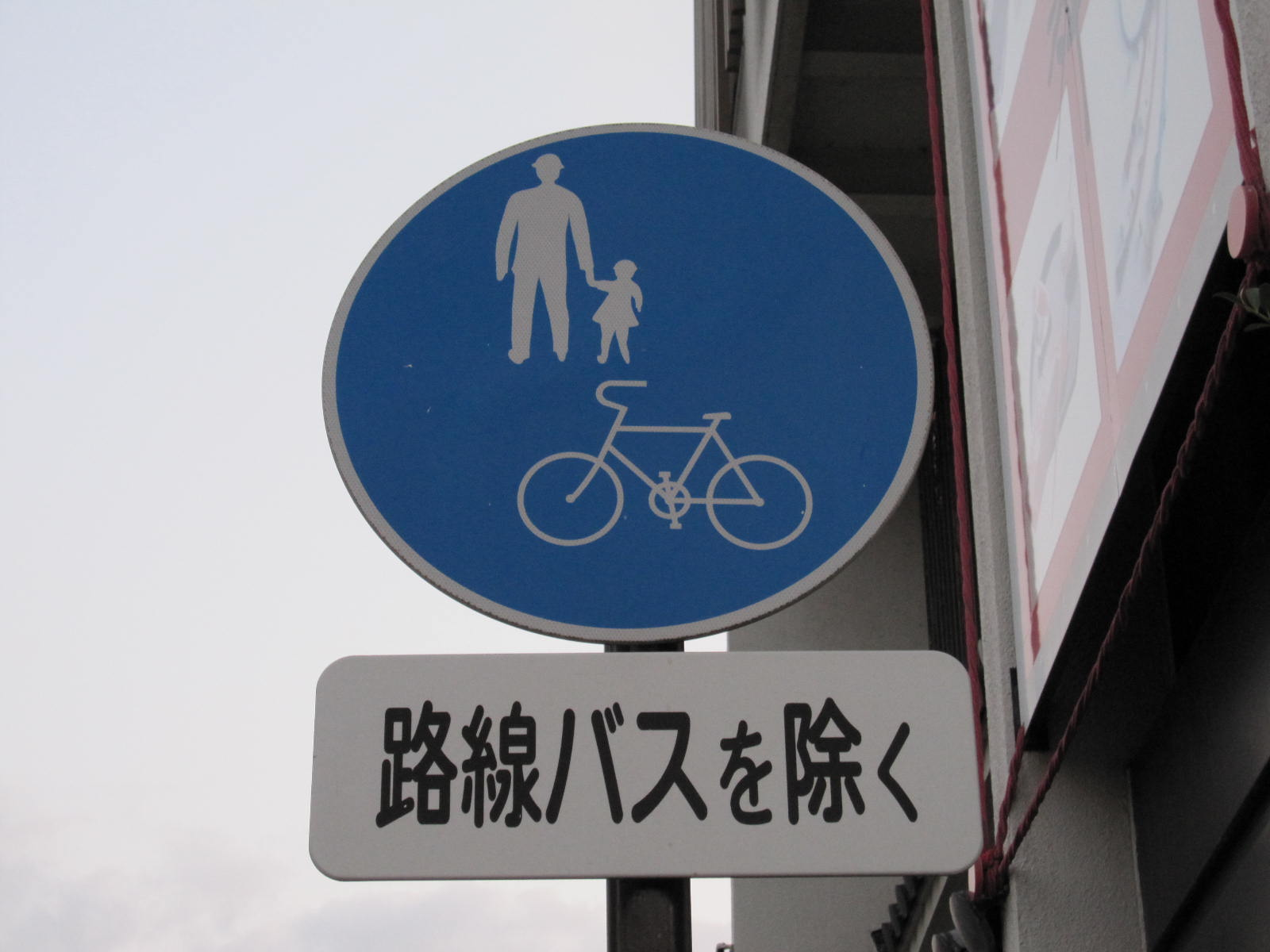
トランジットモール交通規制標識

金沢市の中心部は古い町並みで形成されており、主要道路を除いて細い街路が多く、一般的な路線バスの車両が通行できない区間がある。このような道路状況により公共交通不便地域が存在していた。
このような状況で、金沢市では1997年（平成9年）に「金沢市におけるコミュニティバス導入検討委員会」を設置し、どのような路線設定が必要かの検討を行うこととなった。この中で前述の目的を達成するために、環状型の路線設定を行うこととなった。事業採算が見込めない点と車両などの初期投資が大きいことから、運賃収入の不足、車両およびバス停の設置費は市の負担とした。車両の初期導入時には、運輸省（当時、現在の国土交通省）などの「オムニバスタウン制度」を活用したものの、これ以外では国からの補助や助成は受けておらず、金沢市は運行維持のために年間1億4千万円を負担している。
2022年（令和4年）時点で、4路線が運行されている。

## 歴史
- 1999年（平成11年）3月28日 - 金沢駅から北部を循環する「此花ルート」の運行を開始[4][6]。運行を北陸鉄道に委託[4]。
- 2000年（平成12年）3月25日 - 香林坊から南東部を循環する「菊川ルート」の運行を開始[4][6]。運行を北陸鉄道に委託[4]。
- 2003年（平成15年）3月21日 - 武蔵ヶ辻・香林坊から東部を循環する「材木ルート」の運行を開始[4][6]。運行を北陸鉄道に委託[2][4]。
- 2008年（平成20年）11月[7] - 武蔵ヶ辻・片町から西部を循環する「長町ルート」の運行を開始[3]。運行を西日本ジェイアールバスに委託[4]。
- 2021年（令和3年）4月1日 - 運転手不足に伴い、全ルートで運行間隔を15分間隔から20分間隔に変更[2][5][8][9]。「材木ルート」の運行委託先を北陸鉄道から西日本ジェイアールバスに変更[2][8][9]。

## 利用状況
年間の乗客数は最多となった2010年度（平成22年度）で約80万人を記録。これ以降は減少を続けており、2019年度（平成31年・令和元年度）には73万人、2021年度（令和3年度）は4路線となった2008年（平成20年）以降で最低の49万6千人となった。

## 運賃・ダイヤ

### 運賃・乗車券
運賃は先払いで均一制。大人100円、子ども（小学生）50円となっている。このほか、ICカード・乗車券などの対応状況は以下のとおり（2023年時点）。
- ICa：此花ルート・菊川ルートの2路線のみ
- 交通系ICカード（ICOCA・PiTaPaなど）：長町ルート・材木ルートの2路線のみ[8]
- 金沢市内1日フリー乗車券[10][11]

2020年（令和2年）4月1日に、「北鉄バス1日フリー乗車券」を西日本ジェイアールバスの一部路線を追加してリニューアルしたが、当初金沢ふらっとバスは対象外となっていた。
- まちP100円サービス券[12]

2021年（令和3年）9月4日より金沢市中心部の駐車場サービス「金沢まちなかパーキングネット」（まちP）の100円券が乗車券として利用できるようになっている（1乗車のみ、100円券以外の利用は不可）。
- のりまっし金沢（スマートフォン向けのMaaSアプリ）[13][14]

2021年（令和3年）から金沢市などが提供しているデジタル乗車券。前述の「金沢市内1日フリー乗車券」のデジタル乗車券も兼ねている。

### ダイヤ
2021年（令和3年）のダイヤ改正までは15分間隔であったが、前述のとおり、運転手不足に伴い運行間隔が20分に変更されている。

## 運行路線
2023年時点、主要バス停を記載。現在の路線・ダイヤの詳細は、公式サイトの 時刻表・ルート図 を参照。
此花ルート
- 金沢駅 - 別院通り - 武蔵ヶ辻・金澤表参道 - 近江町市場・市姫神社 - 町民文化館 - 中央公民館彦三館[2] - 小橋町 - 浅野本町 - 此花町 - 金沢駅

菊川ルート
- 香林坊 - 片町 - タテマチ - 菊川町公民館 - 大学病院[15] - 本多の森ホール - 国立工芸館・県立美術館 - 21世紀美術館 - 市役所・柿木畠 - 香林坊

材木ルート
- 武蔵ヶ辻・近江町市場[16] - 大手門前 - 香林坊・仙石通り - 市役所・21世紀美術館 - 白鳥路 - 兼六園下 - 材木町 - 梅ノ橋 - 浅野川大橋 - 泉鏡花記念館 - 武蔵ヶ辻・近江町市場

長町ルート
- 武蔵ヶ辻・近江町市場[16] - 玉川図書館 - 富本町 - 中村町小学校 - にし茶屋街 - 片町・犀川大橋北 - 老舗記念館 - 聖霊病院・聖堂 - 玉川町 - 武蔵ヶ辻・近江町市場

### バスロケーションシステム
2021年（令和3年）7月1日より、VISHが開発したバスロケーションシステム「バスキャッチ」を金沢ふらっとバスで運用している。「金沢ふらっとバス バスロケーションシステム」の名称で提供されており、パソコンやスマートフォンでバスの位置情報などが閲覧できるようになっている。

## 車両
開業当初に導入した車体は、フォルクスワーゲンの車両をベースに改装したクセニッツ製（シティバスIII）。導入当初は小型ノンステップバスをコミュニティバスとして初めて導入した。材木ルートまでは同社の車両が使用されたが、輸入代理店となっていた金沢市内に本社を置くグリーンベルモーター が取扱を終了した影響などから、次代車両から日野・ポンチョ（ADG-HX6JLAE）を導入した。現在は、此花・材木・菊川・長町各ルート全線で全車日野・ポンチョが使用されている。

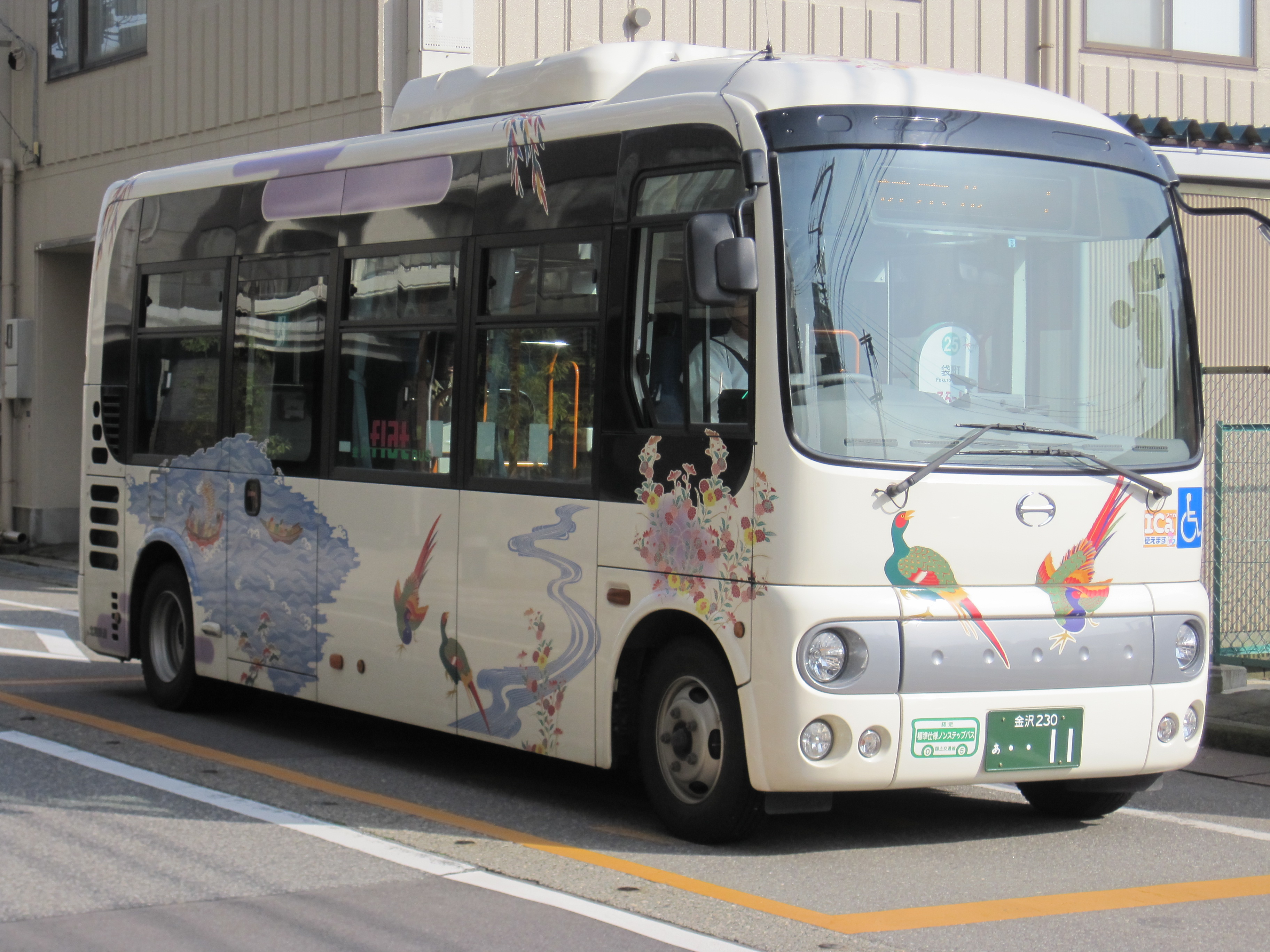
材木ルート
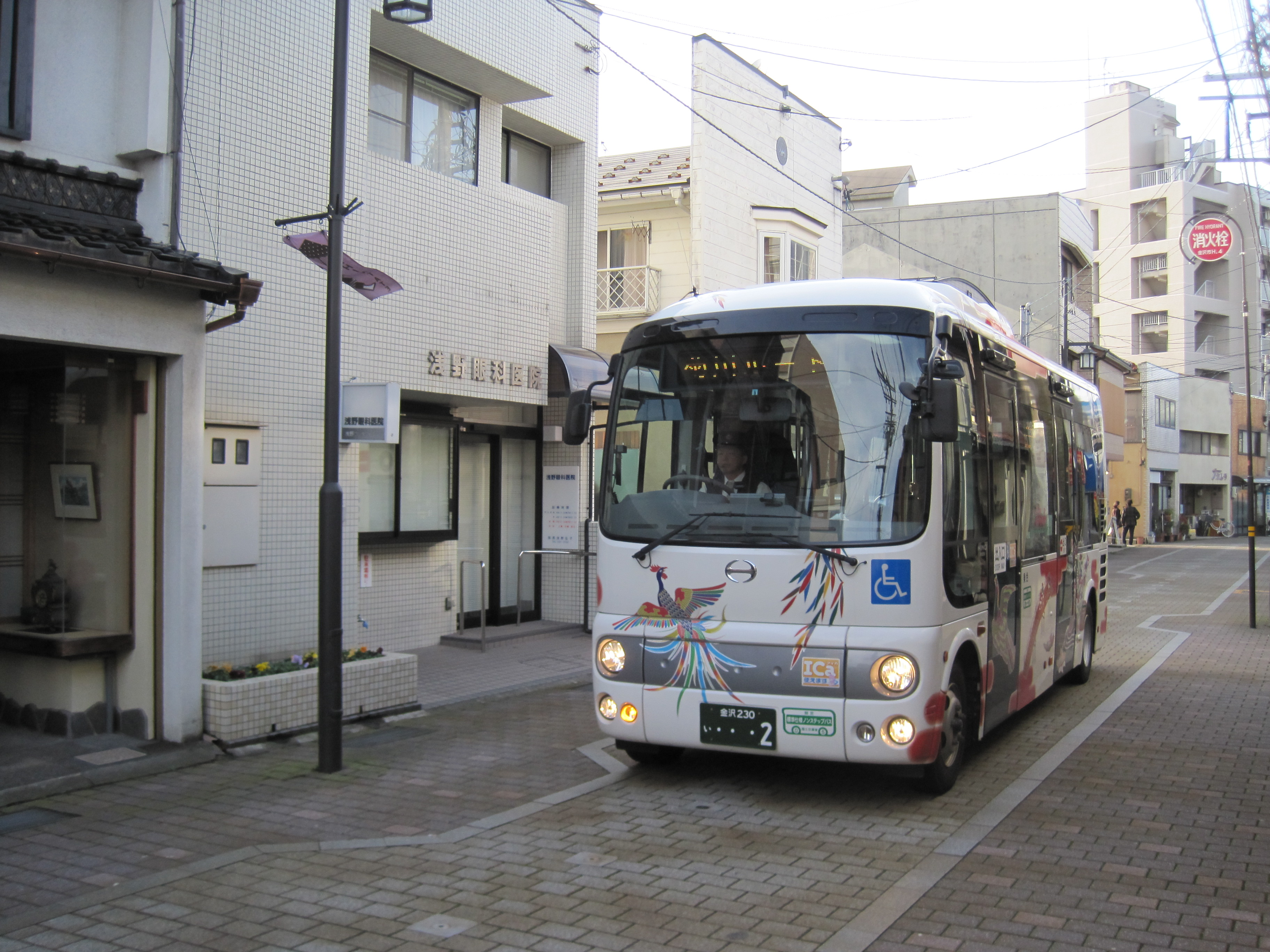
菊川ルート
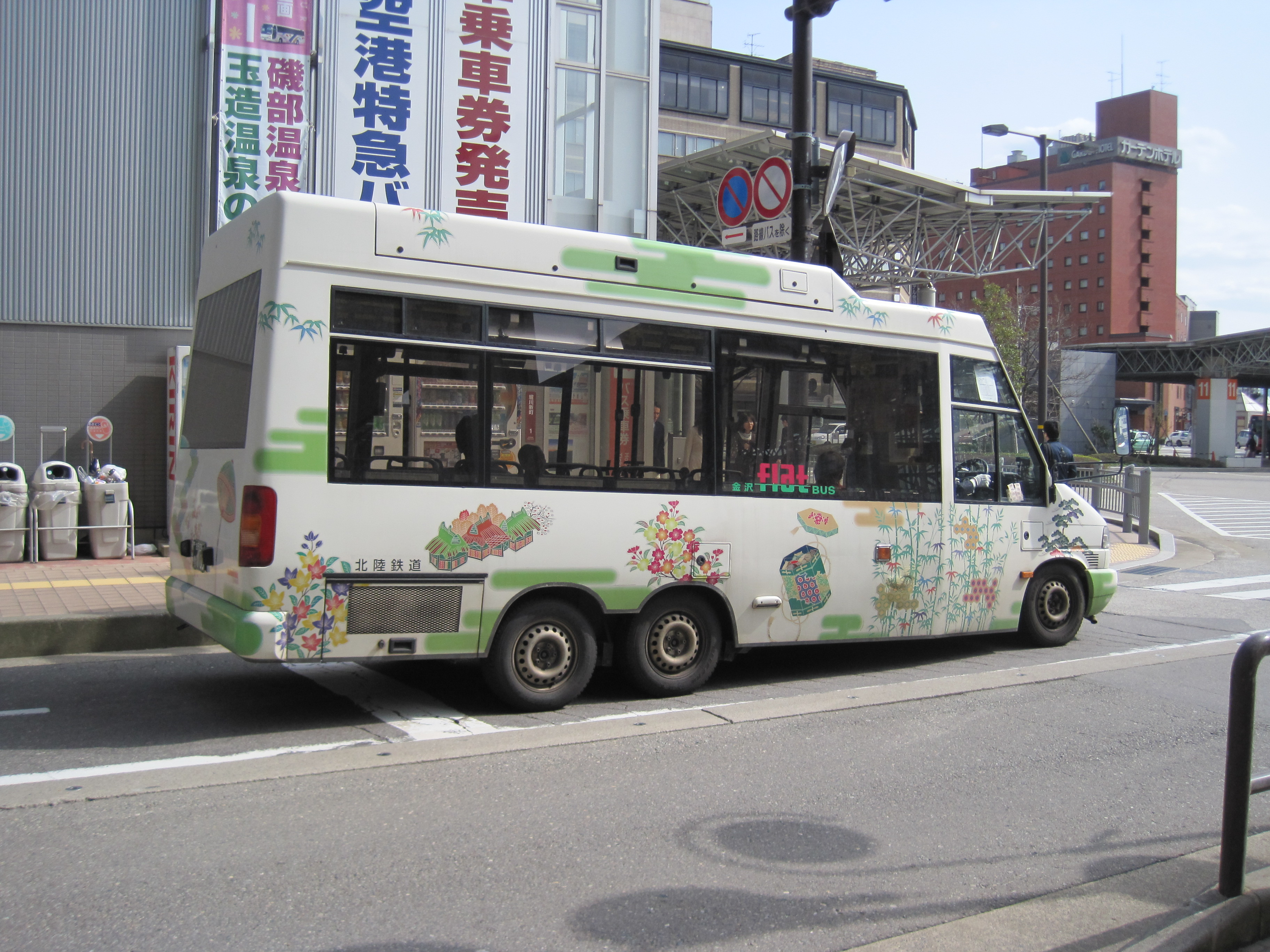
此花ルート（旧車両）
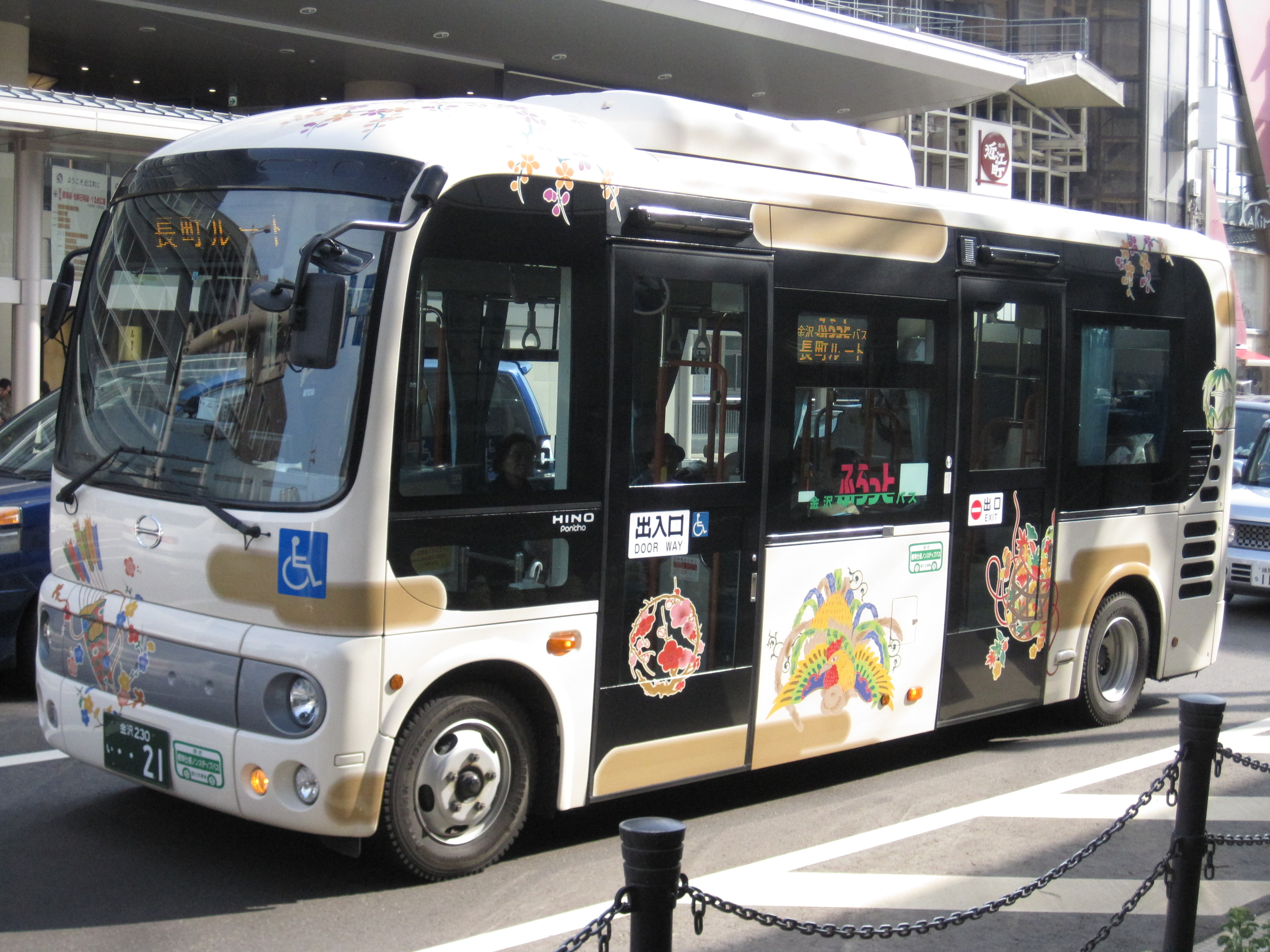
長町ルート
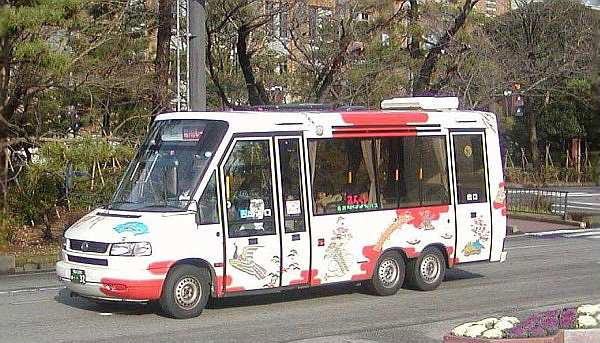
菊川ルート（旧車両）